# Schlosssee (Eschelbronn)

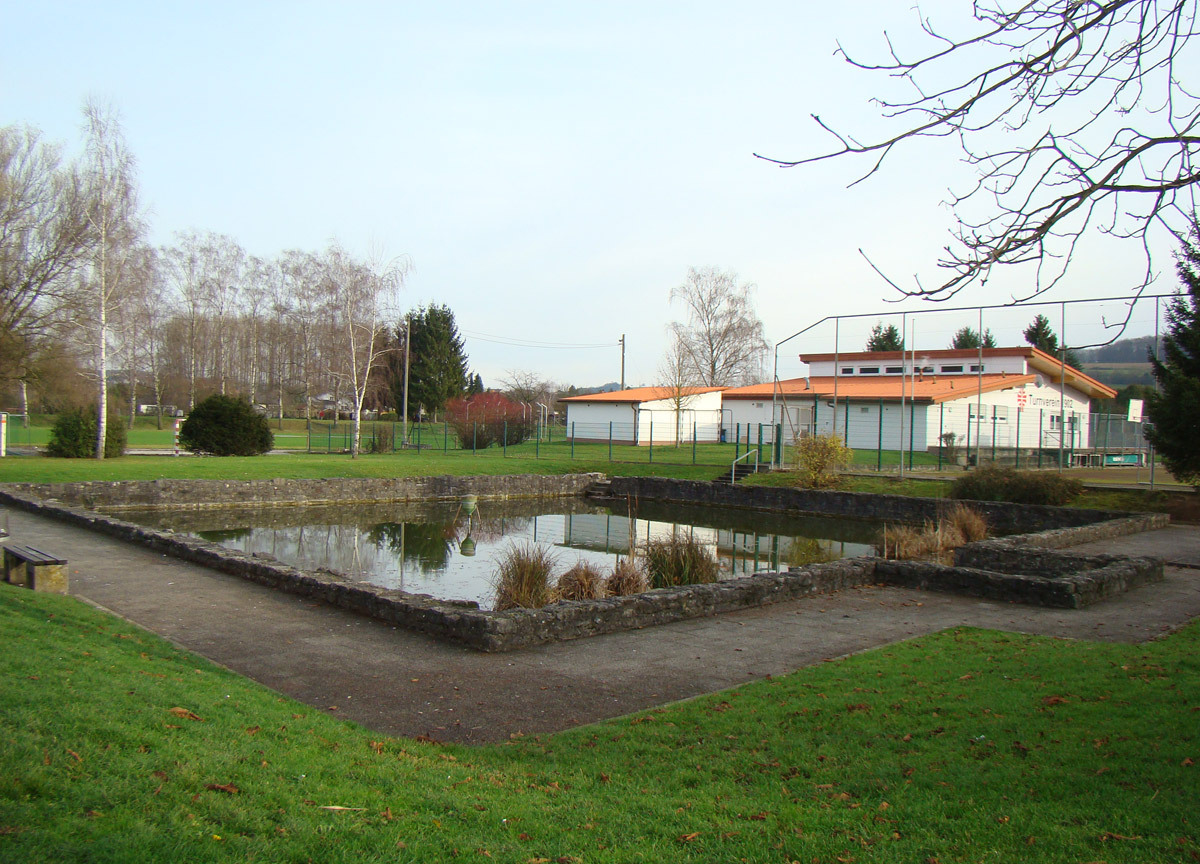
Der Schlosssee im Jahr 2010

Der Schlosssee in der Gemeinde Eschelbronn im Rhein-Neckar-Kreis in Baden-Württemberg ist ein annähernd quadratischer ummauerter Teich auf dem Gelände der ehemaligen Wasserburg Eschelbronn. Das Becken markiert den Standort der Wasserburg. Der Teich befindet sich auf einer von einem Rasenstreifen umgrenzten, abgesenkten und parkähnlichen Anlage. Eigentümerin des Schlosssees ist die Gemeinde Eschelbronn. Benannt ist der Schlosssee – wie auch die anliegende Schlosswiesenschule, die Schlosshalle und die Schloßstraße – nach dem ehemaligen Schloss Eschelbronn.
Der Eschelbronner Schlosssee wurde in den 1970er Jahren im Zuge von archäologischen Ausgrabungen zur Wasserburg Eschelbronn angelegt. Animiert durch den Bau des Sees, wurde 1979 der Sportfischerverein gegründet, der die Nutzungsrechte für das Gewässer besitzt und dieses bewirtschaftet.
Im Sommer 2020 fiel ein Kind in den Schlosssee. Dessen Eltern erwirkten anschließend zusammen mit der Schulleitung und dem Elternbeirat eine Umzäunung des Gewässers, die nach Gesprächen im Gemeinderat und mit dem Badischen Gemeinde-Versicherungs-Verband in Form eines Bauzauns errichtet wurde. Innerhalb der Gemeinde sorgte die Maßnahme für kontroverse Diskussionen.